# Rübe (Art)

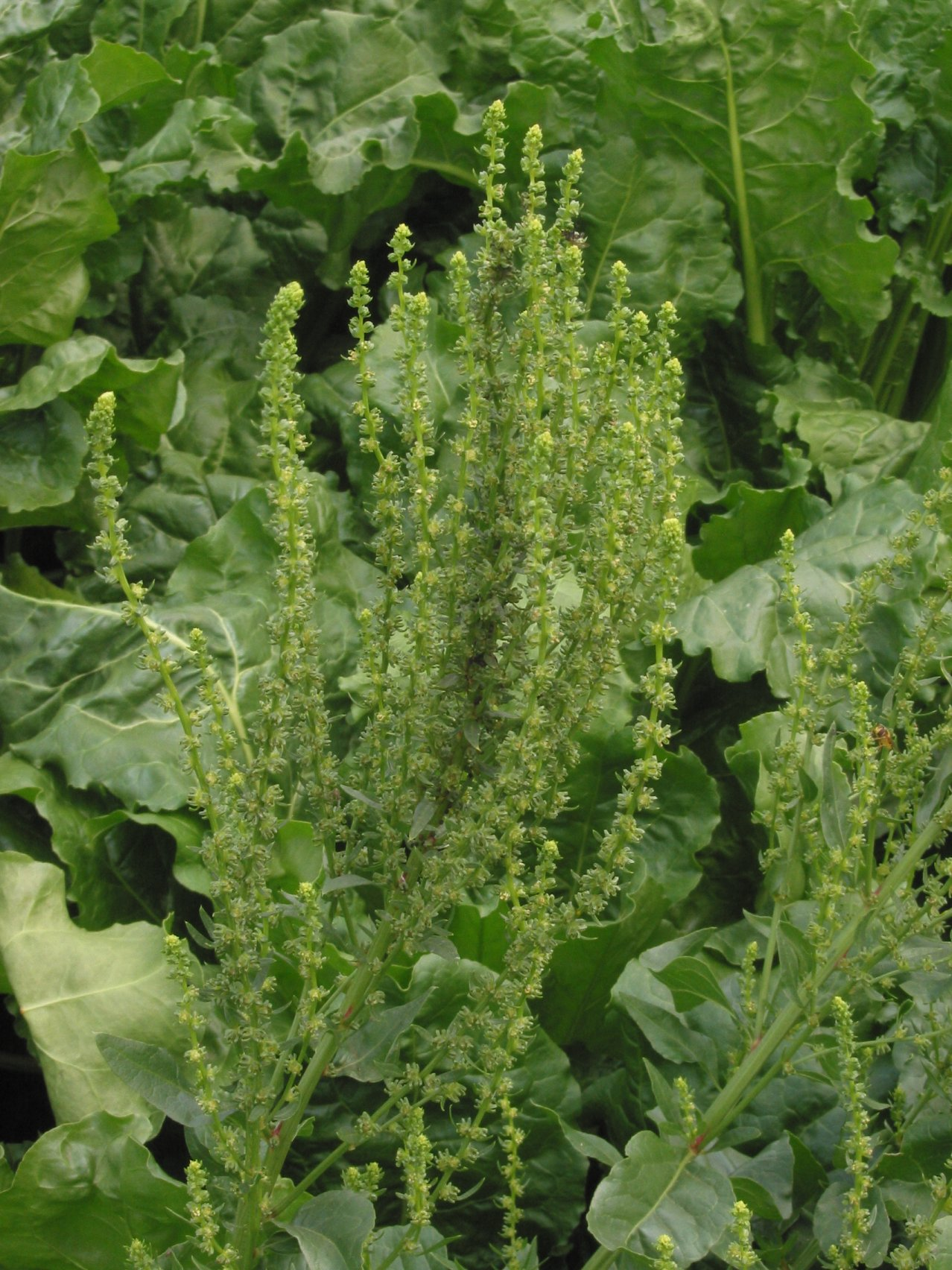
Blütenstand der Zuckerrübe (Beta vulgaris subsp. vulgaris Altissima Group)

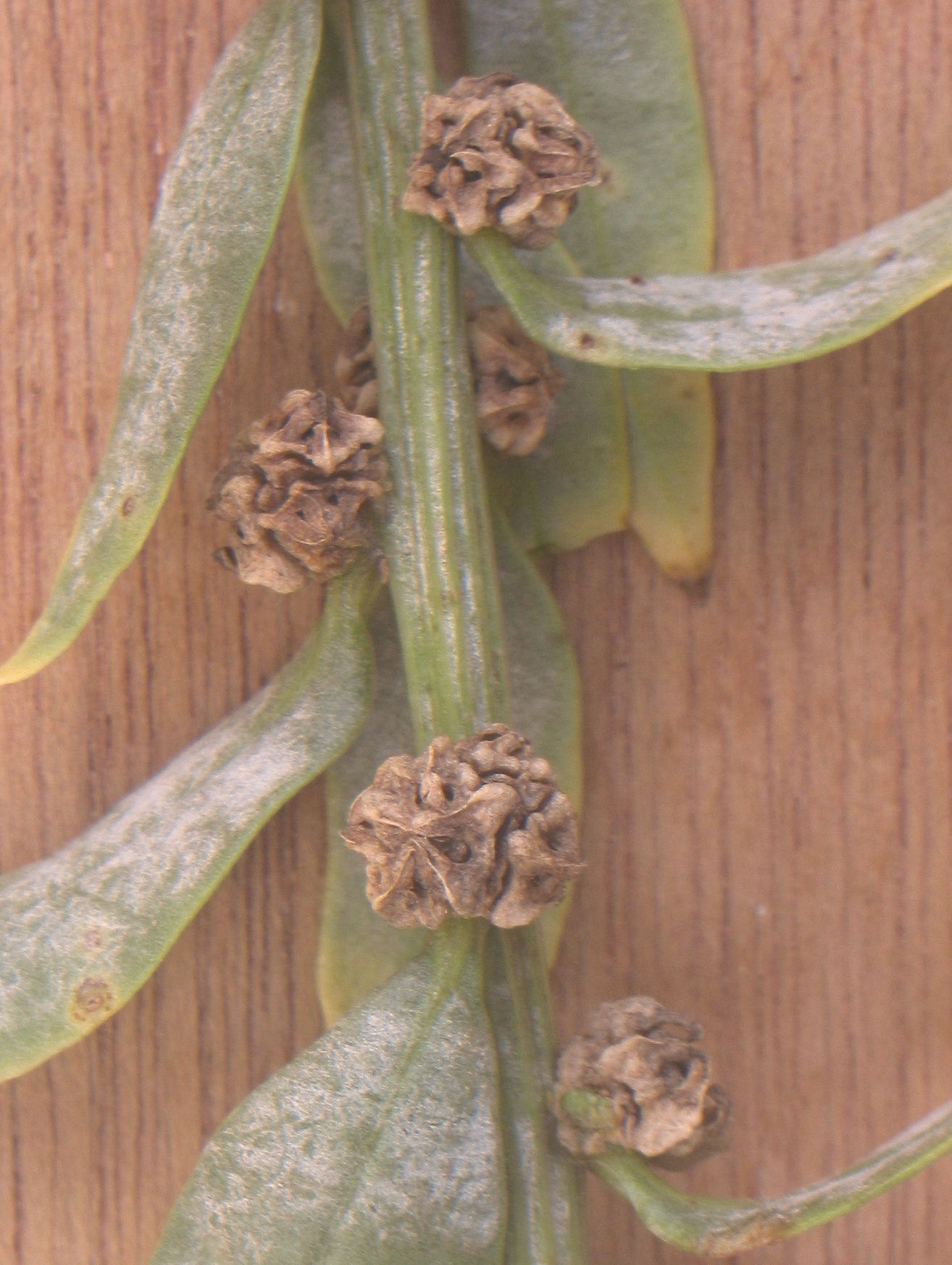
Früchte der Zuckerrübe (Beta vulgaris subsp. vulgaris, Altissima Group)

Die Rübe (Beta vulgaris), auch Gemeine Rübe genannt, ist eine Pflanzenart aus der Familie der Fuchsschwanzgewächse (Amaranthaceae). Zu dieser Art gehören die wirtschaftlich bedeutenden Kulturformen Zuckerrübe, Rote Bete, Mangold und Futterrübe, die in der Unterart Beta vulgaris subsp. vulgaris zusammengefasst werden. Sie stammen von der Wilden Rübe (Beta vulgaris subsp. maritima) ab, welche an den Küsten Westeuropas und des Mittelmeeres bis nach Westasien vorkommt.

## Beschreibung

### Vegetative Merkmale

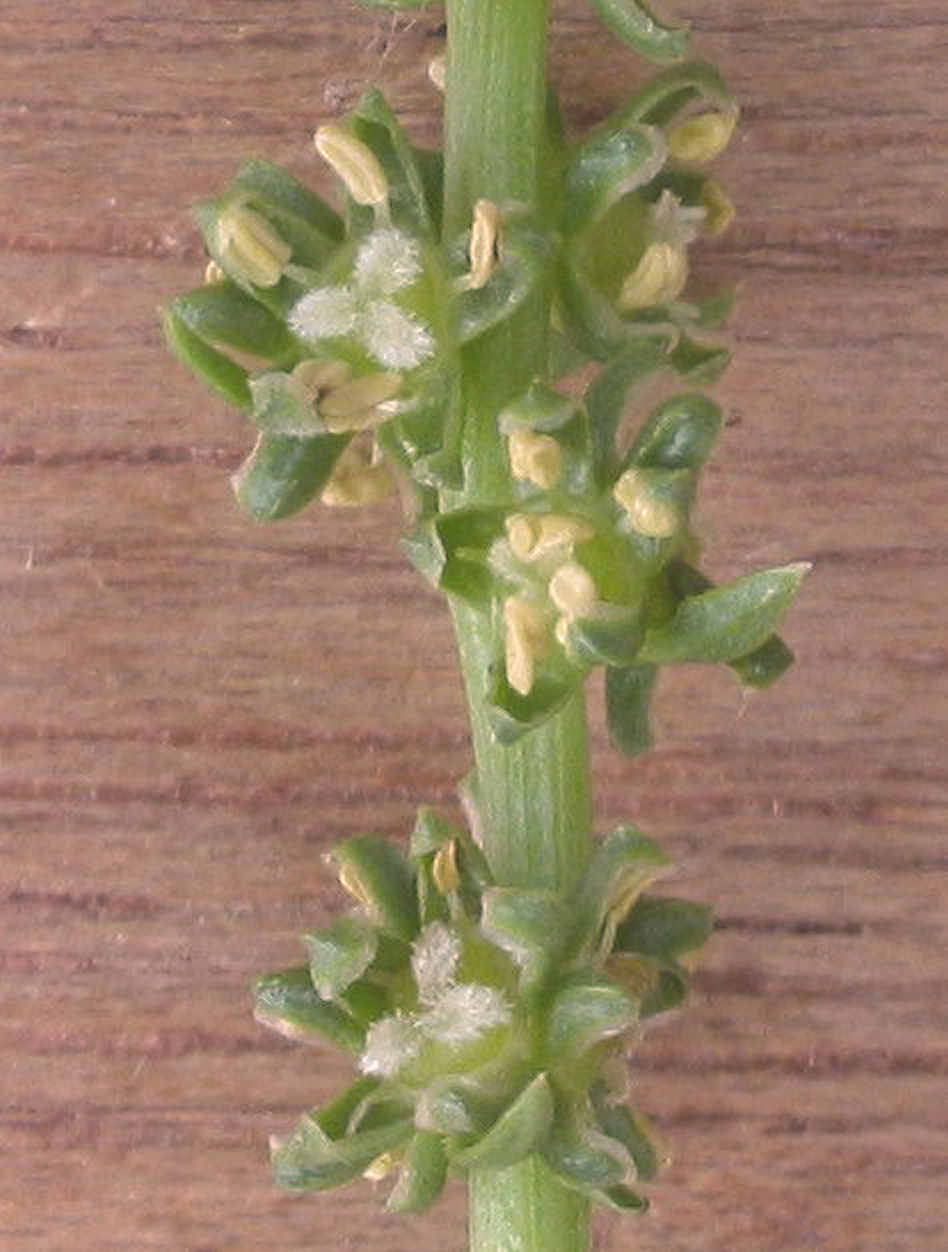
Blüten der Zuckerrübe (Beta vulgaris subsp. vulgaris Altissima Group)

Die Rübe wächst als ein-, zweijährige oder ausdauernde krautige Pflanze mit Wuchshöhen von 20 bis 120 (selten bis 200) Zentimeter. Die Kulturformen (subsp. vulgaris) sind fast immer zweijährig. Ihre Wurzel kann eine stark verdickte, rundliche oder spindelförmige Rübe von roter, weißer oder gelber Farbe sein, oder sie kann dünn, faserig und verzweigt sein. Der verzweigte Stängel besitzt bei den Wildformen häufig niederliegende, bei Kulturformen stets aufrechte Zweige, die kantig-rillig und grün oder rot gestreift sind.
Die grundständigen Laubblätter besitzen einen langen Blattstiel, der bei einigen Kulturformen kräftig verdickt und weiß, gelb oder rot gefärbt sein kann. Die einfache Blattspreite ist oft leicht fleischig, glänzend, grün bis dunkelrot, und weist hervortretende Blattrippen auf. Der Blattrand ist flach oder leicht gewellt. Die Blattspreite ist länglich-eiförmig oder oval-herzförmig, mit stumpfer Spitze, an der Basis ist sie allmählich in den Blattstiel verschmälert. Die Blattspreite der Grundblätter erreicht bei Wildformen eine Länge von etwa 10 cm, bei Kulturformen 20 bis 30 cm. Die wechselständigen Stängelblätter sind kleiner und rhombisch bis eiförmig-lanzettlich geformt.

### Blütenstand und Blüte
Der Blütenstand besteht aus aufrechten oder abstehenden, vom beblätterten Teil deutlich abgesetzten verlängerten Zweigen. Die Blüten sitzen einzeln oder in Knäueln von zwei oder drei (bis acht) in der Achseln kurzer Tragblätter. Die zwittrigen Blüten besitzen eine urnenförmige Blütenhülle aus fünf unten verwachsenen Tepalen. Diese sind bei einer Länge von 3 bis 5 mm und einer Breite von 2 bis 3 mm eiförmig-länglich. Es sind fünf Staubblätter vorhanden. Der halb-unterständige Fruchtknoten trägt zwei bis drei basal verbundene Narben.

### Frucht und Samen
Die Kapselfrucht ist eine „Deckelkapsel“. Sie wird von der Blütenhülle umschlossen, deren lederige Zipfel nach innen gebogen sind. Oft besteht die Ausbreitungseinheit (Diaspore) aus mehreren miteinander verwachsenen Früchten. Der linsenförmige Same liegt horizontal eingebettet im Grund der Blütenhülle. Seine Oberfläche ist rotbraun und glatt, sein Durchmesser erreicht etwa 1,5 bis 3 mm. Den ringförmigen Embryo umgibt das Perisperm, das reichlich vorhandene Nährgewebe.

### Chromosomenzahl
Die Chromosomenzahl ist 2n = 18. Bei der Unterart subsp. vulgaris kommen auch 27 oder 36 Chromosomen vor.

### Biologie
Die Rübe braucht eine kühle Periode unter 10 °C, um zur Blüte zu gelangen (Vernalisation).
Die Entwicklung (Ontogenese) der Blüten beginnt mit einer Blütenstandsanlage in der Achsel eines Tragblattes. Diese bildet eine kurze Achse, die seitlich zwei gegenständige Blütenanlagen jeweils in der Achsel eines Vorblatts trägt und mit einer Blütenanlage endet. In den Blütenanlagen bilden sich von außen nach innen Tepalen, Staubblätter und Fruchtblätter. Da die Tepalen während des Wachstums durch einen Tubus emporgehoben werden, resultiert ein halb-unterständiger Fruchtknoten. Ähnliche Wachstumsprozesse führen zu dem Ring (Diskus) am Grund der Staubblätter. Die Blütenhüllblätter der Endblüte und einer der benachbarten Blüten verwachsen häufig miteinander.
Die Bestäubung der Blüten erfolgt meist durch den Wind (Anemophilie).

## Vorkommen
Die Wildformen der Rübe sind von den Küsten Westeuropas und des Mittelmeeres über den Nahen und Mittleren Osten bis nach Indien verbreitet. Eingeführt kommen sie auch auf anderen Kontinenten vor. Sie vertragen keine tiefen Fröste. Sie wachsen in vollsonnigen, nährstoffreichen Salzpflanzenfluren der Küsten oder, vor allem im südöstlichen Verbreitungsgebiet, auch an stickstoffreichen Ruderalstellen im Inland.
Die Kulturformen werden weltweit in Regionen mit geeignetem Klima angebaut. Am besten wachsen die Rüben bildenden Sorten in kühl-gemäßigtem Klima von etwa 15 bis 19 °C. Die Mangold-Sorten können auch in wärmeren Regionen herangezogen werden. Als Abkömmlinge von Küstenpflanzen vertragen die Kulturformen der Rübe salzige Böden und zeitweilige Trockenheit besser als andere Kulturpflanzen. Sie bevorzugen pH-neutrale bis leicht alkalische Böden, die neben den üblichen Pflanzennährstoffen auch Natrium und Bor enthalten sollten. Die ökologischen Zeigerwerte nach Landolt et al. 2010 sind in der Schweiz: Feuchtezahl F = 3w (mäßig feucht aber mäßig wechselnd), Lichtzahl L = 4 (hell), Reaktionszahl R = 4 (neutral bis basisch), Temperaturzahl T = 4 (kollin), Nährstoffzahl N = 4 (nährstoffreich), Kontinentalitätszahl K = 2 (subozeanisch), Salztoleranz = 1 (tolerant).

## Systematik

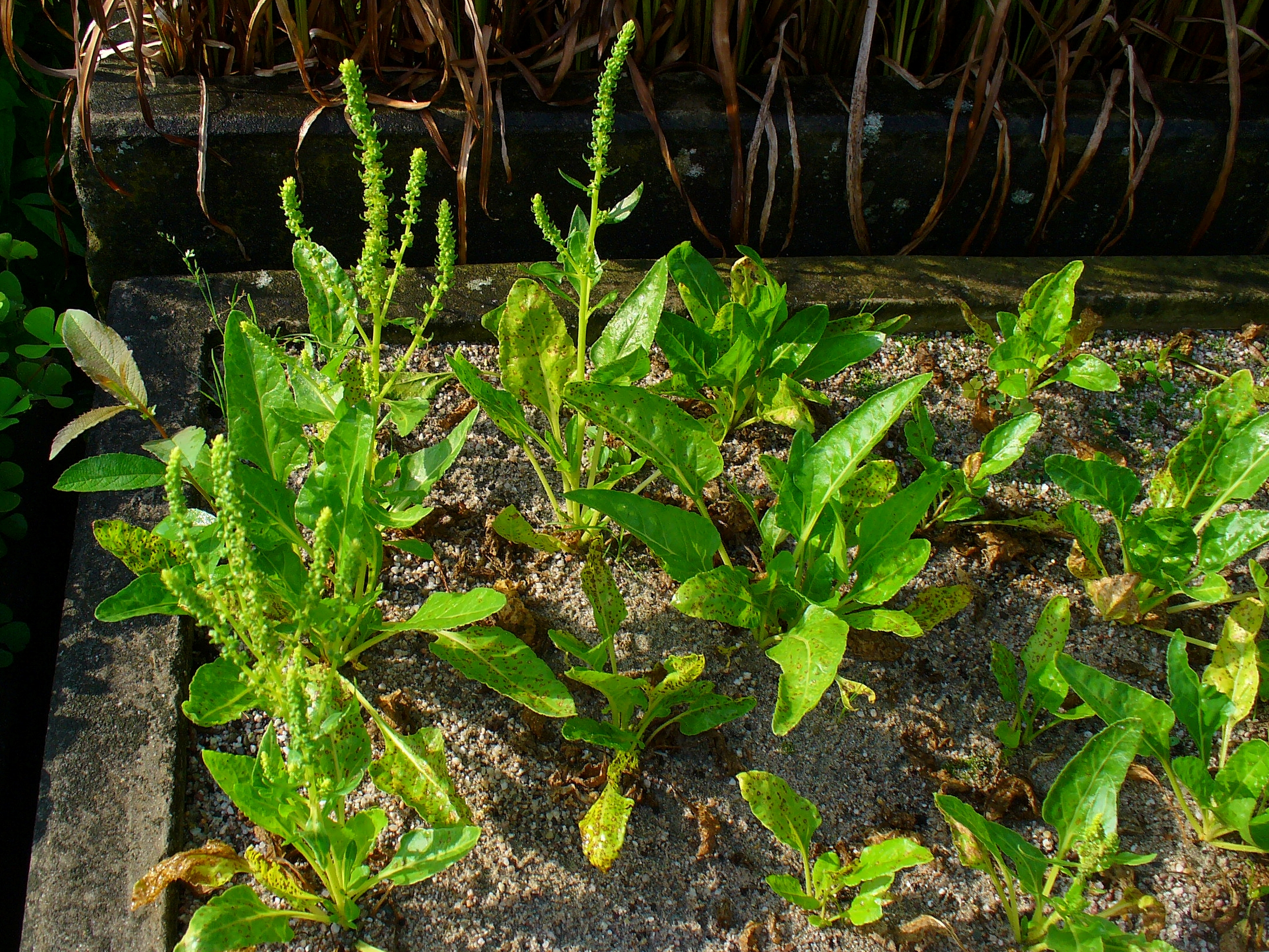
Wilde Rübe (Beta vulgaris subsp. maritima), die Stammform

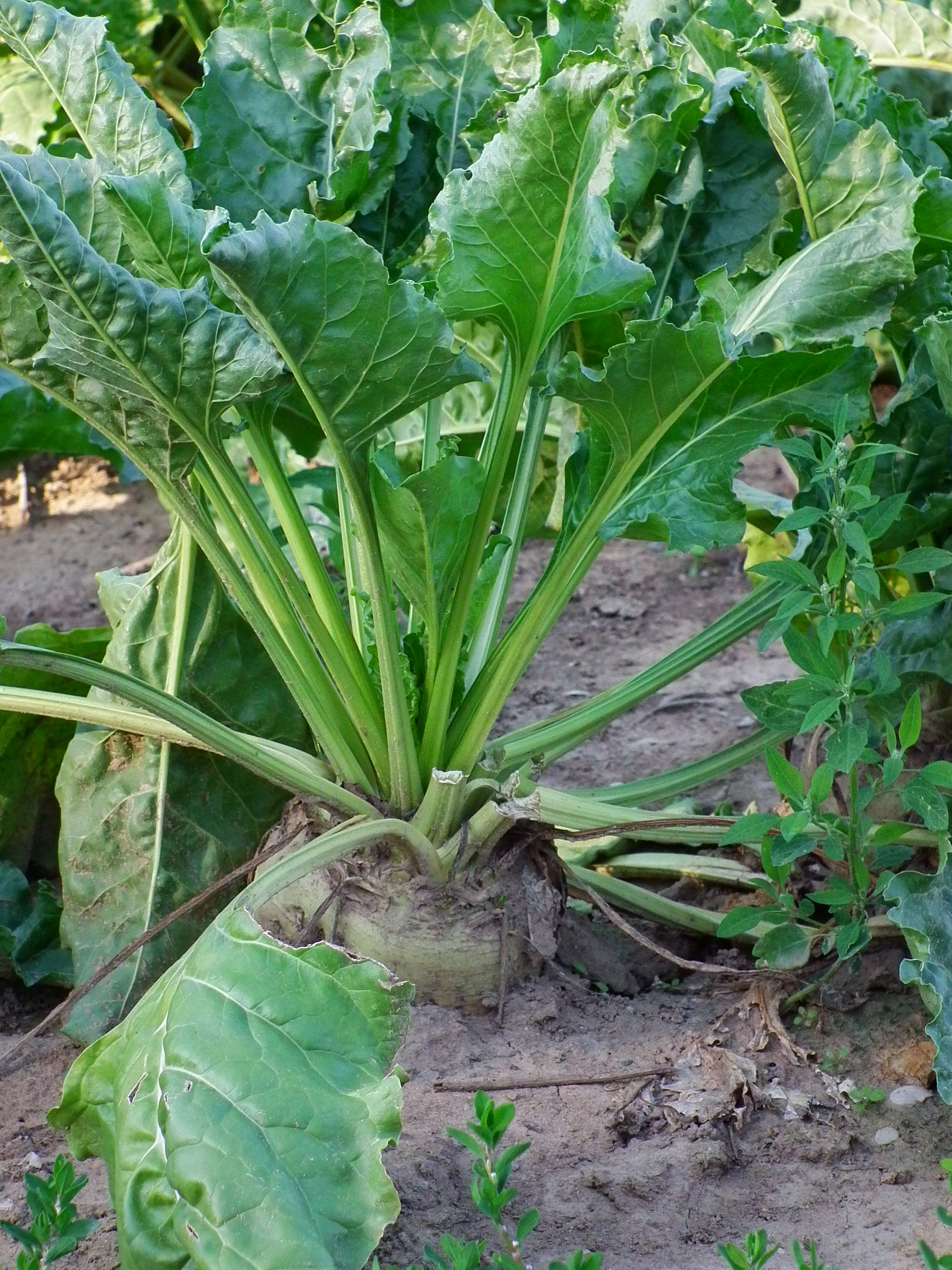
Zuckerrübe (Beta vulgaris subsp. vulgaris Altissima Group)

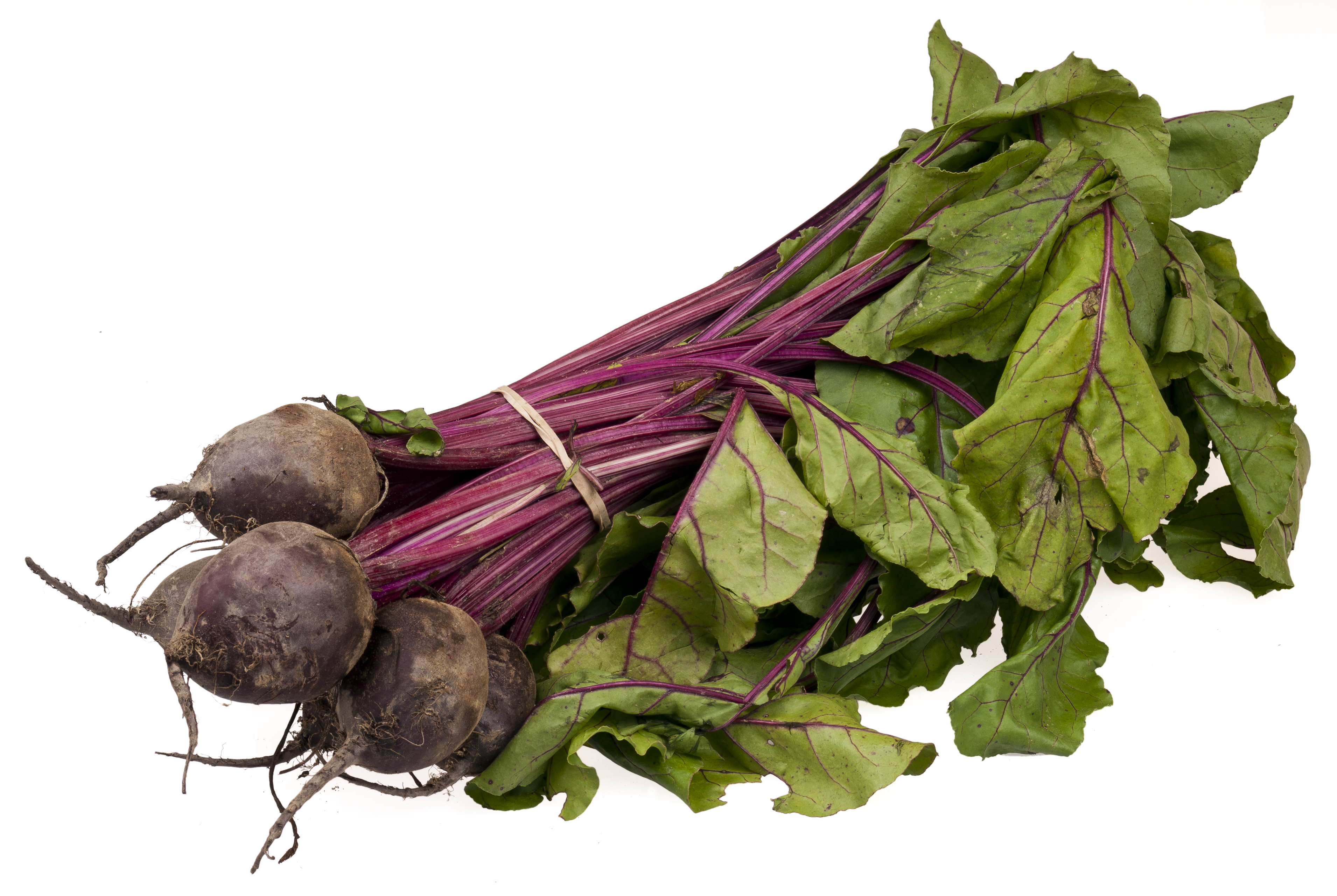
Rote Bete (Beta vulgaris subsp. vulgaris, Conditiva Group)

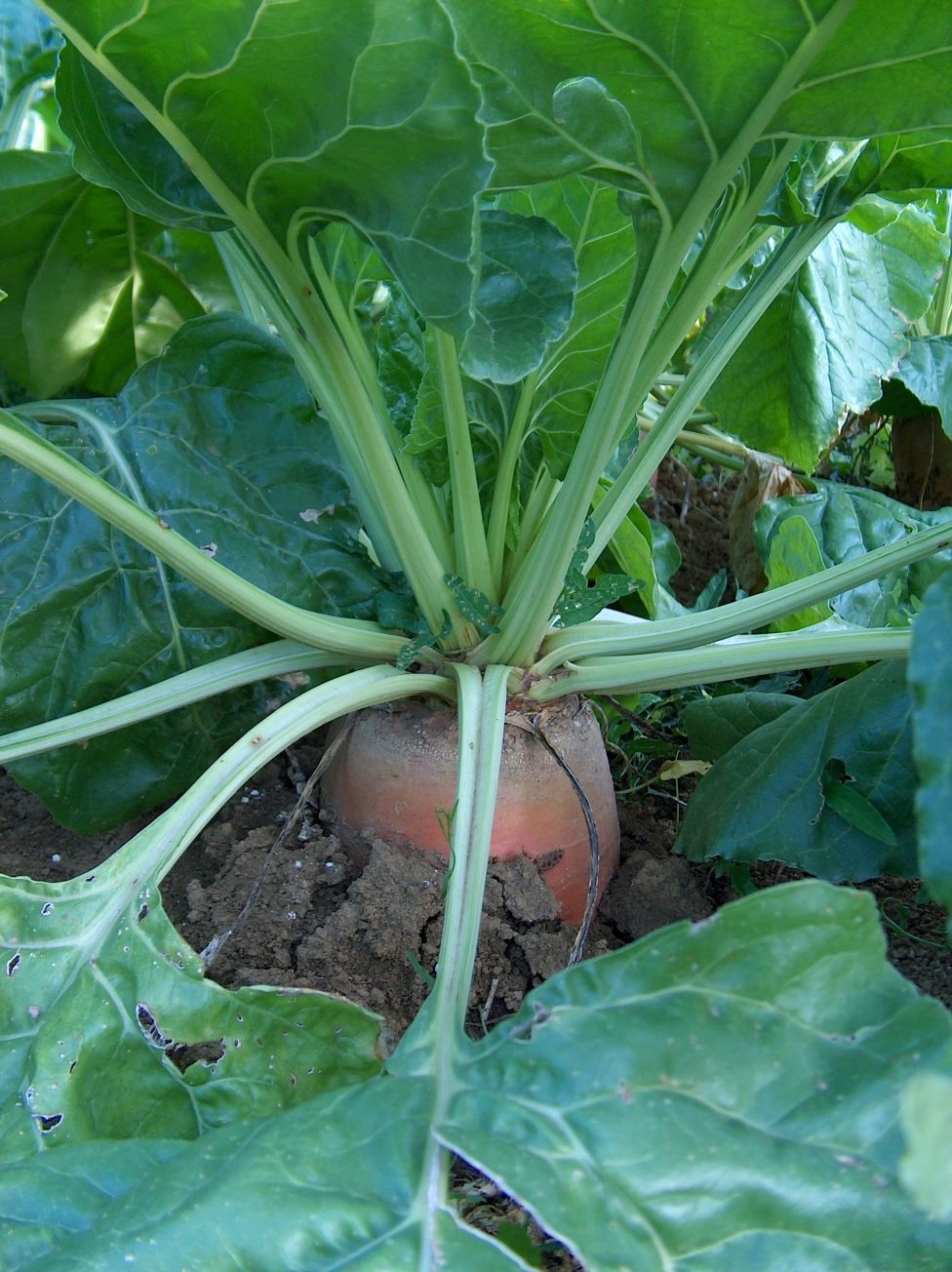
Futterrübe (Beta vulgaris subsp. vulgaris Crassa Group)

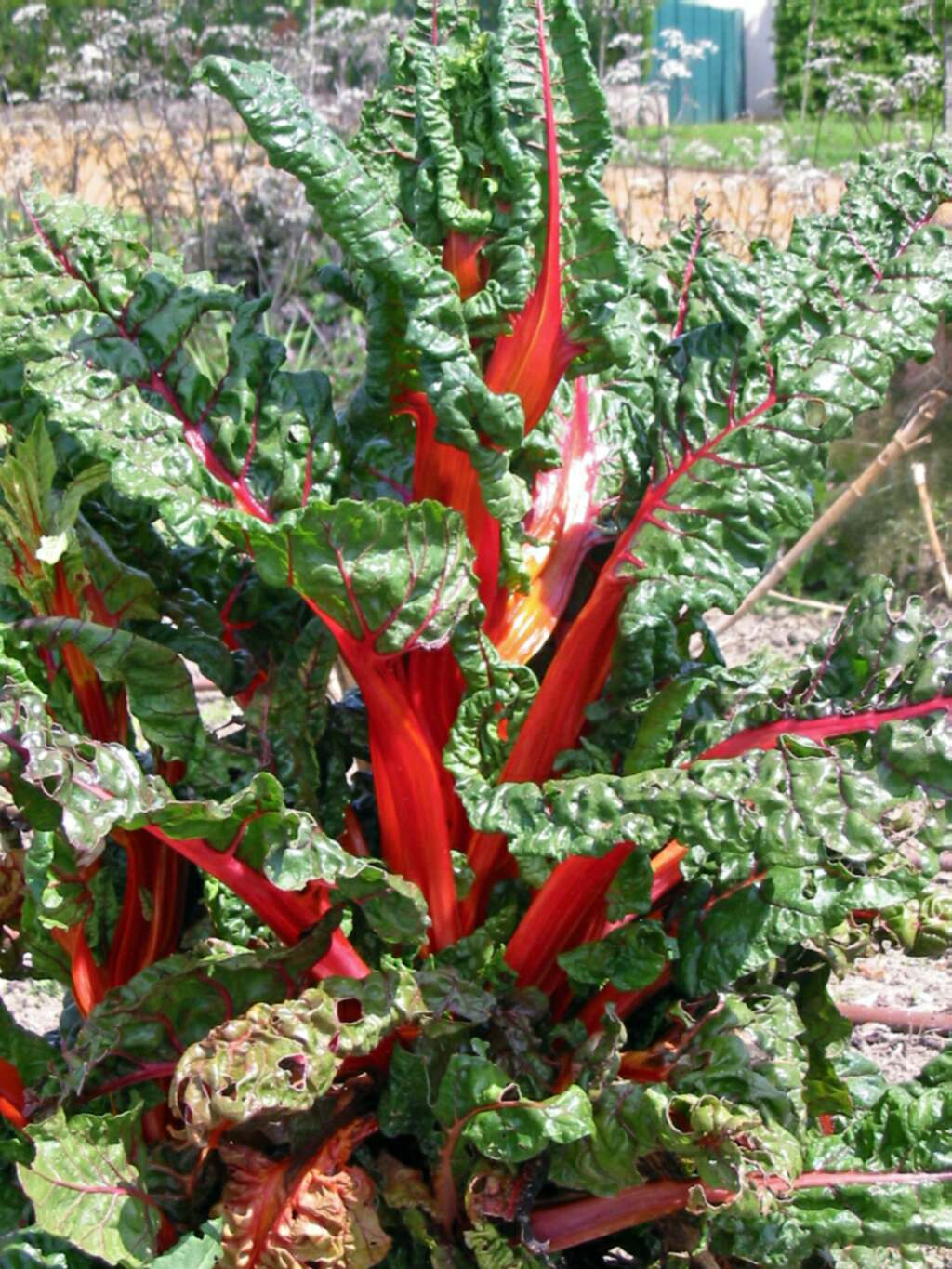
Schnitt-Mangold, hier eine Sorte mit roten Blattstielen (Beta vulgaris subsp. vulgaris, Cicla Group)

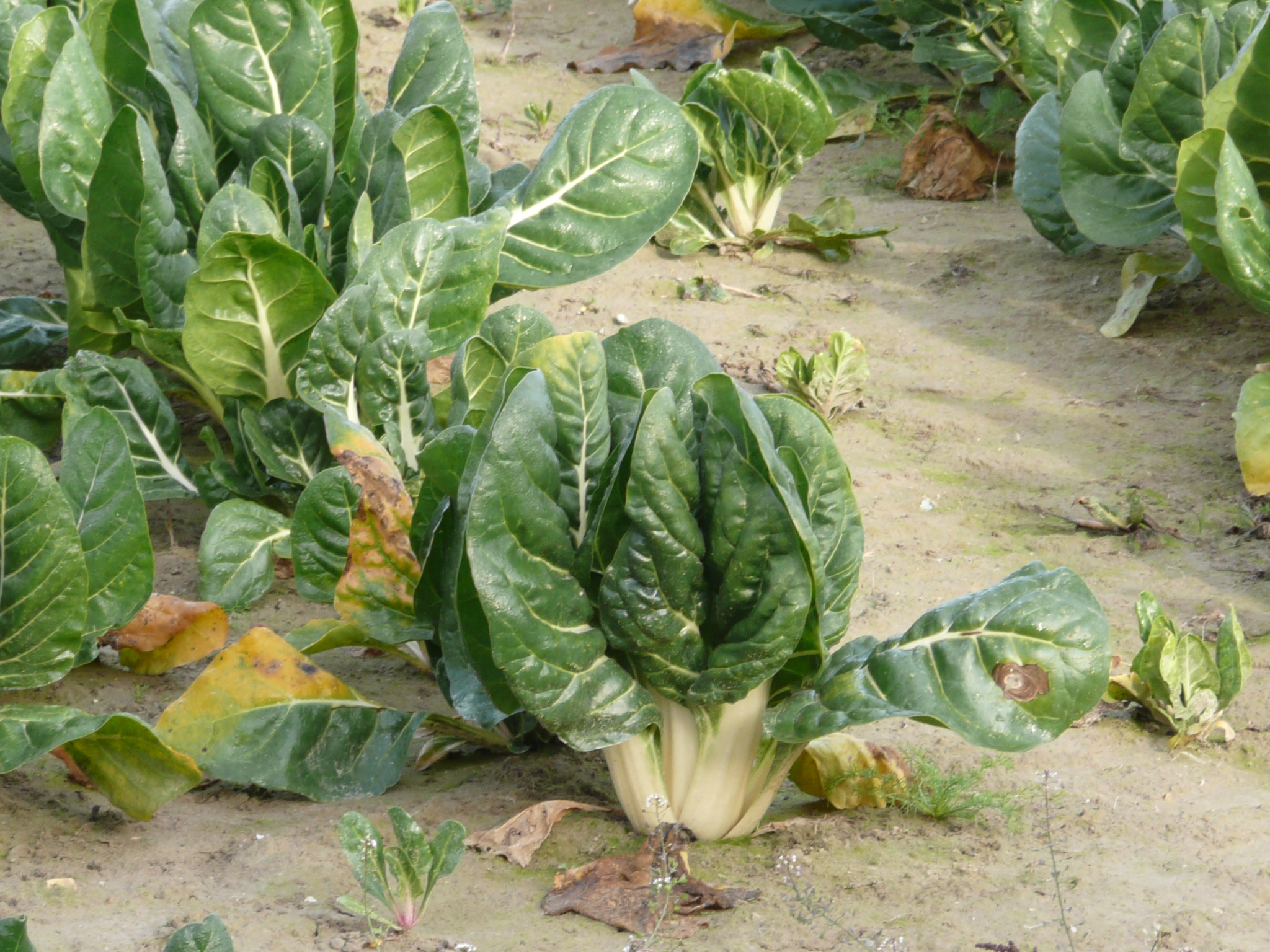
Stiel-Mangold (Beta vulgaris subsp. vulgaris Flavescens Group)

Beta vulgaris gehört in die Unterfamilie Betoideae innerhalb der Familie der Fuchsschwanzgewächse (Amaranthaceae). Früher wurde sie zu den Gänsefußgewächsen (Chenopodiaceae) gestellt, diese sind inzwischen in den Fuchsschwanzgewächsen enthalten.
Die Erstveröffentlichung von Beta vulgaris L. erfolgte 1753 durch Carl von Linné in Species Plantarum, S. 222. Gleichzeitig stellte Linné damit die Gattung Beta auf. Wilde Rübe, Mangold und Rote Bete sah er zunächst als drei verschiedene Varietäten von Beta vulgaris an (damals gab es noch keine Zuckerrüben und Futterrüben). In der zweiten Auflage von Species plantarum von 1762, S. 322 trennte Linné die Wildform als eine eigene Art ab und fasste unter Beta vulgaris nur noch die Kulturformen zusammen. Heute werden Wild- und Kulturformen als Unterarten einer gemeinsamen Art betrachtet, da sie sich miteinander kreuzen und fruchtbare Nachkommen bilden. Auch die taxonomische Stellung der einzelnen Kulturformen als Varietäten oder Unterarten wurde zahlreiche Male geändert. Inzwischen ist man nach dem ICNCP übereingekommen, die Kultivare nur noch in Gruppen innerhalb von Beta vulgaris subsp. vulgaris zusammenzufassen.
Synonyme für Beta vulgaris L. sind: Beta cicla L., Beta crispa Tratt., Beta esculenta Salisb. (nom. illeg.), Beta sulcata Gasp. und Beta vulgaris subsp. esculenta Cout.
Beta vulgaris wird in drei Unterarten gegliedert:
- Beta vulgaris subsp. adanensis (Pamukç. ex Aellen) Ford-Lloyd & J.T.Williams (Syn.: Beta adanensis Pamukç. ex Aellen): Es ist eine Wildform, die in Griechenland, Zypern, Israel, dem westlichen Syrien und in der Türkei vorkommt. Dort wächst sie an gestörten Stellen und in Steppen.
- Wilde Rübe (Beta vulgaris subsp. maritima (L.) Arcang.), auch Meer-Rübe, Wild-Bete, Meer-Mangold, See-Mangold oder Wilder Mangold genannt. Sie ist die wilde Ausgangsform der Kulturrüben. Ihr Verbreitungsgebiet reicht von den Küsten Westeuropas, rund um das Mittelmeer über den Nahen und Mittleren Osten bis nach Indien.
- Beta vulgaris subsp. vulgaris (Syn.: Beta vulgaris subsp. cicla (L.) Arcang., Beta vulgaris subsp. rapacea (W.D.J. Koch) Döll).[7] Hierzu gehören zahlreiche Kulturformen, die in fünf Cultivargruppen zusammengefasst werden können:[6]
  - Zuckerrübe, auch Weiße Schlesische Zuckerrübe genannt (Beta vulgaris subsp. vulgaris Altissima Group)
  - Rote Bete, auch Rote Beete, Rote Rübe, Rote Rüben, Salat-Rübe genannt (Beta vulgaris subsp. vulgaris Conditiva Group) – eine hellfleischige Sorte ist die Gelbe Bete (Goldrübe)
  - Futterrübe, auch Runkelrübe, Runkeln, Burgunderrübe, Rübenmangold, Vieh-Mangold genannt (Beta vulgaris subsp. vulgaris Crassa Group)
  - Schnittmangold, auch Mangold oder Blattmangold genannt (Beta vulgaris subsp. vulgaris Cicla Group)
  - Stielmangold, auch Mangold, Rippenmangold, Römischer Mangold, Stängelmangold, Cardonen-Bete, Römische Bete oder Krautstiel genannt (Beta vulgaris subsp. vulgaris Flavescens Group)

## Geschichte und Entstehung der Kulturformen
Die ältesten archäologischen Funde von Früchten der Rübe stammen aus einer jungsteinzeitlichen Küstensiedlung im nördlichen Holland. Hinweise für einen Anbau gibt es hier noch nicht, man vermutet eine Nutzung der Blätter der Wildform.
Seit dem Beginn historischer Aufzeichnungen galt die Rübe in Europa, Nordafrika und im Mittleren Osten als geschätzte Nahrungspflanze. Verzehrt wurden damals nur die Blätter und Blattstiele. Die ersten Kulturformen sind wohl im östlichen Mittelmeergebiet und im Mittleren Osten durch menschliche Auslese entstanden. Ein assyrischer Text, der etwa 800 Jahre vor Christus datiert, erwähnt silga (eine frühe Form von Mangold) als eine der Arten, die in den Hängenden Gärten der Semiramis in Babylon angepflanzt wurden.
Im antiken Griechenland hieß die Pflanze teutlon oder teutlion. Aristoteles beschrieb eine rote Sorte. Theophrast unterschied eine schwarze oder dunkelgrüne Sorte, sowie eine weiße oder hellgrüne Sorte, die nach ihrer Herkunft von der Insel Sizilien sicula genannt wurde. Im Mittleren Osten wurde die Pflanze auch selg, silq, silig, seig oder salk genannt. Dieser Wortstamm findet sich heute noch im wissenschaftlichen Namen von Mangold (Cicla-Gruppe).
Die Römer der Antike nannten die Pflanze beta, auch sie kannten eine weiße und eine schwarze Sorte. Die Römer waren die ersten, die auch die Wurzeln medizinisch und gelegentlich auch als Nahrungsmittel nutzten. Die schwarze Beta-Sorte der Römer ist ein früher Vorläufer unserer heutigen Roten Bete.
Bis zum 16. Jahrhundert dienten jedoch hauptsächlich die Blätter der Rübe als Nahrung. Ihre Wurzeln wurden eher selten verzehrt, denn sie waren damals meist noch lang, hart und dünn. Erst nach dem 16. Jahrhundert wurden fleischigere Rüben in vielen Sorten und Varietäten gezüchtet und somit die Rote Bete als Nahrungspflanze gebräuchlich.
Im Unterschied zur Roten Bete sind Schnitt-Mangold und Stielmangold züchterisch nur wenig verändert worden. Die farbigen Sorten waren bereits seit der Antike bekannt. Im 18. Jahrhundert wurden kompaktere Sorten gezüchtet.
Als Futterpflanze wird Beta vulgaris mindestens seit der Antike verwendet. Bis zum 18. Jahrhundert gab es keine Unterscheidung zwischen Nahrungs- und Futterrüben. Erst ab etwa 1750 wurden aus dem Rheinland spezielle gelbfleischige Sorten, die sich gut über den Winter lagern ließen, als Futterrübe oder Runkelrübe bekannt.
Im 16. Jahrhundert erkannte man, dass aus den fleischigen Rüben von Beta vulgaris ein süßer Sirup gewonnen werden kann. Der Chemiker Andreas Sigismund Marggraf wies 1747 nach, dass die Zuckerkristalle aus den Rüben identisch mit Rohrzucker sind und aus reiner Saccharose bestehen. Nachdem ertragreichere Sorten gezüchtet worden waren, konnte 1801 die Zuckerproduktion aus Rüben beginnen. Heute ist die Zuckerrübe die wichtigste Kulturform dieser Art.

## Nutzung
Beta vulgaris ist die wirtschaftlich bedeutsamste Pflanzenart innerhalb der artenreichen Ordnung der Nelkenartigen (Caryophyllales).

### Nahrungspflanze
Aus den Wurzeln der Zuckerrübe wird Zucker (Saccharose) gewonnen. Als Gemüse oder Salat werden die Blätter und Blattrippen von Schnitt-Mangold und Stielmangold sowie die Wurzeln (Rüben) der Roten Bete verzehrt.

### Farbstoffpflanze
Die intensiv gefärbten Wurzeln oder Blattstiele mancher Kulturformen von Beta vulgaris sind reich an Betalainen.
Der purpurrote Farbstoff Betanin (Betenrot) wird als Lebensmittelfarbe (E162) eingesetzt, beispielsweise für Eiscreme und Desserts. Gelb oder orange gefärbte Pflanzenteile weisen einen hohen Gehalt an Betaxanthinen auf. Früher wurde Rote Bete auch als Färberpflanze zum Färben von Stoffen verwendet. Dazu musste der wasserlösliche Farbstoff aber fixiert werden und seine purpurrote Farbe veränderte sich zu bräunlichen Tönen.

### Futterpflanze
Sowohl die Wurzeln als auch die Blätter der Futterrübe werden als Tierfutter verwendet.

### Heilpflanze
Bereits die Römer schätzten weiße und rote Kulturformen der (im Mittelalter auch als „Erdapfel“, „Römischer Kohl“ und lateinisch als Bleta, vor allem für Mangold bzw. dessen Bleta alba oder „Weißkohl“ genannte Varietät, bezeichneten) Rübe als wertvolle Heilpflanze bei Fieber und Verstopfung. Nach dem Mittelalter galt die Pflanze als Heilmittel für das Blut, das Herz und das Verdauungssystem. Sie wurde als Abführmittel, als Mittel gegen schlechten Atem, bei Husten oder Kopfschmerzen, zur Menstruationsförderung und auch als Aphrodisiakum verwendet.
Traditionell wurde der Pflanzensaft zur Heilung von Geschwüren angewendet. Mit Essig vermischt, sollte der Saft bei Schuppen, Schorf und Haarausfall helfen. Die ganze Pflanze wurde effektiv gegen Katzen-Spulwürmer eingesetzt.
Samen und andere Pflanzenteile der Rübe wurden volksmedizinisch gegen Tumore eingesetzt. Nach neueren Untersuchungen beeinflusst möglicherweise der Gehalt an Betacyanin, Cholin und Betain den Stoffwechsel von Krebszellen. Daher wird Rote Bete zur Vorbeugung gegen Krebs empfohlen.
Durch ihren Gehalt an Mineralstoffen, Betalain und Mikronährstoffen gilt insbesondere die Rote Bete heute als ein gesundes Gemüse mit positiver Wirkung auf das Immunsystem. Ihr hoher Nitratgehalt steigert bei Sportlern nachweisbar das Leistungsvermögen.

### Zierpflanze
Einige rot- oder gelbstielige Mangold-Sorten (Beta vulgaris Cicla-Gruppe) werden gelegentlich als Blattschmuck in Gärten angepflanzt.

### Nachwachsender Rohstoff
Zuckerrüben werden zunehmend auch als Nachwachsender Rohstoff zur Gewinnung von Bioethanol und Biogas verwendet.

## Trivialnamen
Für die Rübe bestehen bzw. bestanden, zum Teil auch nur regional, auch die weiteren deutschsprachigen Trivialnamen: Aengerschen (Schwaben), Beete (Norddeutschland), Bete, Betha, Biese (mittelhochdeutsch), Bietekohl (mittelniederdeutsch), Bieza (althochdeutsch), Bioza (althochdeutsch), Blijt (mittelhochdeutsch), Chrut (St. Gallen), Magold, Manegolt (althochdeutsch), Mänglet (Schweiz bei Toggenburg, mittelhochdeutsch), Mangolt, Manichel (Würzburg), Payscheln (mittelhochdeutsch), Paischol (mittelhochdeutsch), Piesse (mittelhochdeutsch), Piessen (mittelhochdeutsch), Pizenkraut (mittelhochdeutsch), Plateysske (mittelhochdeutsch), Pyessen (mittelhochdeutsch), Rande (Schweiz), Randich (Augsburg), Rangersen (Würzburg), Riepp (Siebenbürgen bei Schäßburg), Rid (Siebenbürgen bei Schäßburg), Rihmesch (Siebenbürgen), Römischkraut (mittelhochdeutsch), Römische Knolle (mittelhochdeutsch), Römisch Köl, Römischkohl (Hunsrück, Darmstadt), Romeskol (mittelniederdeutsch), Romesche Kol (mittelniederdeutsch), Roners (Österreich), Ronersen (Österreich), Rumischelkohl (mittelhochdeutsch), Rummel (Eifel), Runkel, (Thüringen), Steyr (mittelhochdeutsch), Stier (mittelhochdeutsch), Stir (mittelhochdeutsch), Stur (althochdeutsch), Sturbete (althochdeutsch) und Speis (Eifel).